# Dánio perlové
Dánio perlové (Danio margaritatus), známé též pod obchodním názvem razborka galaxy (Microrasbora sp. Galaxy), je drobná sladkovodní paprskoploutvá ryba z čeledi kaprovití (Cyprinidae). Pochází z Myanmaru. České i odborné druhové jméno poukazuje na výraznou kresbu na těle ryb, které vypadají jako poseté perlami. Pro své atraktivní zbarvení a velikost nepřesahující 3 cm se dánia perlová stala žádanými akvarijními rybami.

## Taxonomie a názvosloví

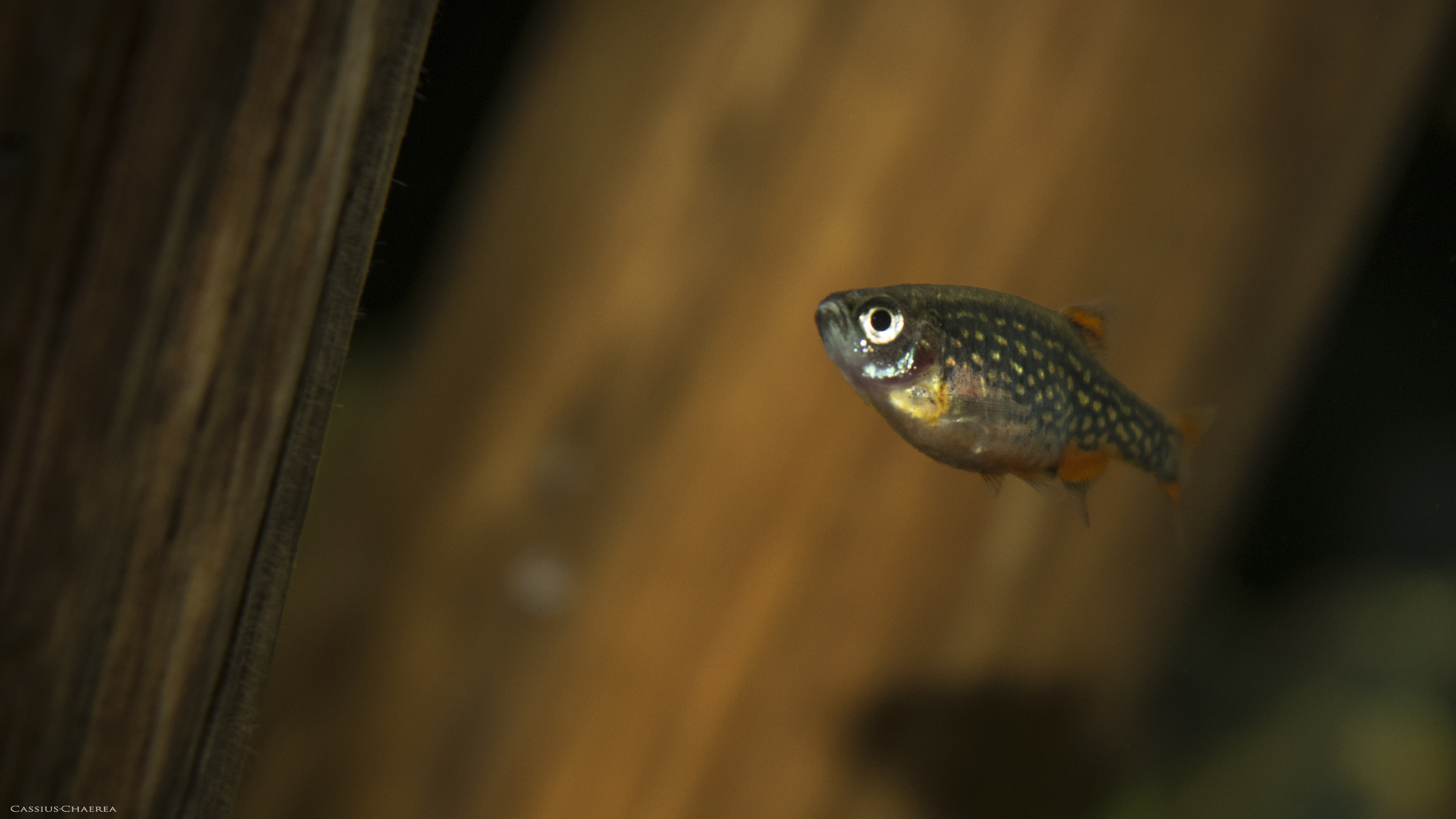
Samice

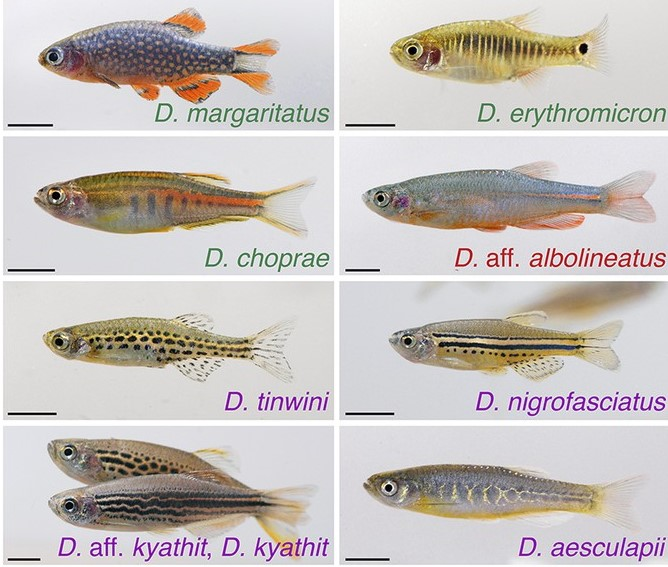
Výběr některých druhů ryb z rodu dánio od autora Davida M. Parichy

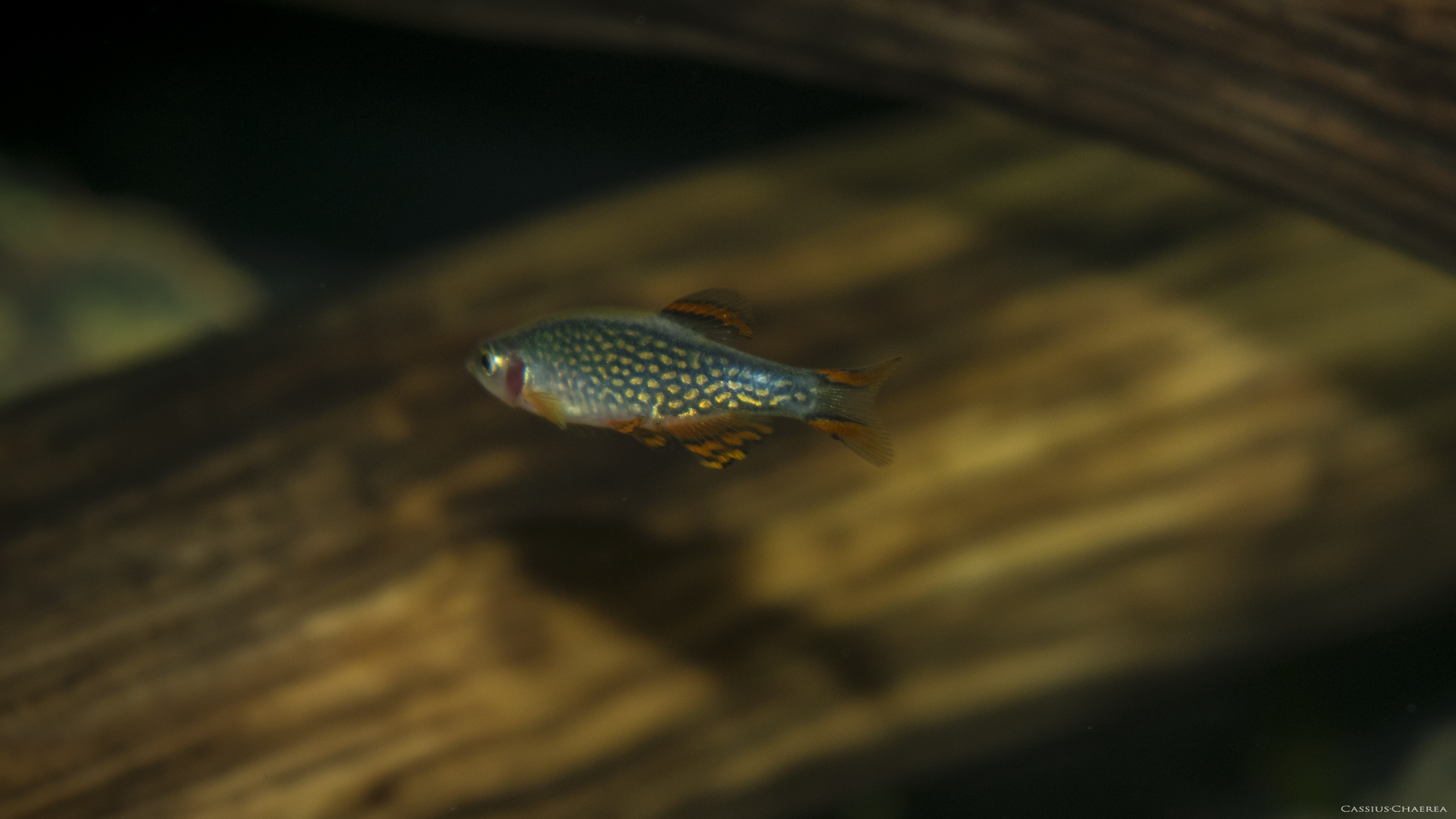
Samec

Dánio perlové bylo objeveno roku 2006. Vzhledem k podobnosti s druhem tehdy známým jako Microrasbora erythromicron (dnes Danio erythromicron) byl nový a dosud nepopsaný druh zprvu řazen do rodu Microrasbora. Na akvaristickém trhu se záhy po svém objevu rozšířil pod obchodním jménem Microrasbora sp. Galaxy (anglicky galaxy rasbora, česky razborka galaxy). Roku 2007 bylo dánio perlové vědecky popsáno jako Celestichthys margaritatus (což lze přeložit jako nebeská rybka pokrytá perlami, anglicky se nazývá Celestial Pearl Danio) a zařazeno do nově ustanoveného rodu Celestichthys. Na základě pozdějších výzkumů a analýzy DNA byl však rod Celestichthys synonymizován s rodem Danio a současný platný vědecký název dánií perlových je Danio margaritatus.
České jméno dánio perlové je ojediněle používáno i pro druh Danio albolineatus, jehož správné české jméno je dánio duhové. Jedná se o doslovný překlad anglického jména dánia duhového, Pearl Danio.

## Výskyt a biotop
Typová lokalita druhu se nachází poblíž města Hopong, 30 km východně od města Taunggyi ve východním Myanmaru, v nadmořské výšce asi 1040 m. Jedná se o rychle se rozvíjející lokalitu s intenzivní výstavbou. Dánio perlové zde žije v malých a mělkých jezírkách v travnaté krajině, napájených prameny a průsaky. Voda je zde nejvýše 30 cm hluboká a bohatě zarostlá rostlinami podobnými vodnímu moru z čeledi voďankovitých (Hydrocharitaceae). V lednu 2007 zde byla naměřena teplota vody 22-24 °C. V lokalitě byly zjištěny tři další druhy ryb: Microrasbora podobná nebo totožná s druhem Microrasbora rubescens, malá blíže neurčená mřenka rodu Yunnanilus a malý rybožravý hadohlavec Channa harcourtbutleri.
Výskyt dánií perlových byl později zjištěn v širší oblasti povodí řeky Salwin – v jižní části státu Shan a severním Thajsku.

## Chov v akváriu
- Chov ryby: Nenáročná, vhodná buď do společenských akvárií se stejně velkými rybami, nebo do jednodruhového akvária. Je vhodné ji chovat v hejnu alespoň 10 a více kusů.[5]
- Teplota vody: 20–27°C[5]
- Kyselost vody: 6,5–7,5pH[5]
- Tvrdost vody: 3–10°dGH[5]
- Krmení: Jedná se o všežravou rybu, preferuje živou potravu, přijímá také vločkové, nebo mražené krmivo. Pro dobré vybarvení a růst by strava měla být pestrá.[5]
- Rozmnožování: Klade jikry, která však často požírá. Maximální počet jiker od jedné samice během jednoho třecího období je přibližně 30. Plůdek je velmi malý a je problém s jeho rozkrmením. Ryby dospívají po dosažení velikosti 12-15 mm.[5]

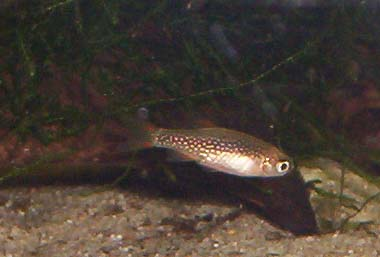
Samice